# Euro.cz
euro.cz je český zpravodajský portál, ekonomický webový deník, který od 8. ledna 2021 vlastní společnost Internet Info s.r.o. Současným šéfredaktorem je Tomáš Bohuslav. Spuštěn byl vydavatelstvím Mladá fronta, a.s. v dubnu 2016 a součástí portálu byla internetová televize Euro TV. Jednalo se o Internetové zpravodajství týdeníku EURO přinášející primární informační zdroje i komentáře a poskytující informační a dokumentační služby profesionálům v ekonomice, politice, státní správě i samosprávě a předplatitelům týdeníku Euro také elektronickou verzi týdeníku. Dokumentační servis z vlastní databáze v omezeném rozsahu poskytoval také široké veřejnosti. Práva k tištěnému týdeníku Euro v roce 2021 odkoupilo vydavatelství New Look Media Miloše Štěpaře.